# Древняя Керкира
Керкира (также Коркира; греч. Κόρκυρα, Kórkyra) — древнегреческий город на острове Корфу в Ионическом море, находящемся недалеко от Эпира. Это была колония Коринфа, основанная в архаический период. Согласно Фукидиду, самое раннее упоминаемое морское сражение произошло между Керкирой и Коринфом, примерно за 260 лет до того, как он писал, и, таким образом, в середине VII века до нашей эры. Он также пишет, что Керкира была одной из трех великих военно-морских держав Греции V века до н. э., наряду с Афинами и Коринфом.

Эпир в древности

Антагонизм между Керкирой и её метрополией Коринфом, по-видимому, был давним. Помимо морского сражения, о котором упоминает Фукидид, Геродот упоминает миф о коринфском тиране Периандре. Периандр отдалился от своего младшего сына Ликофрона, который считал, что его отец убил его мать Милиссу. Не сумев примириться с Ликофроном, он отправил его в Керкиру, находившуюся под управлением Коринфа. В старости Периандр послал за своим сыном, чтобы он пришел и правил Коринфом, и предложил, чтобы они поменялись местами, и он будет править Керкирой, а его сын придет править Коринфом. Чтобы предотвратить это, керкиряне убили Ликофрона. В наказание Периандр схватил 300 юношей Коркиры с намерением кастрировать их. Скорее всего, это миф, объясняющий вражду между Коринфом и Коркирой и оправдывающий использование слова «тиран» для обозначения правления Периандра, чем реальное историческое событие.

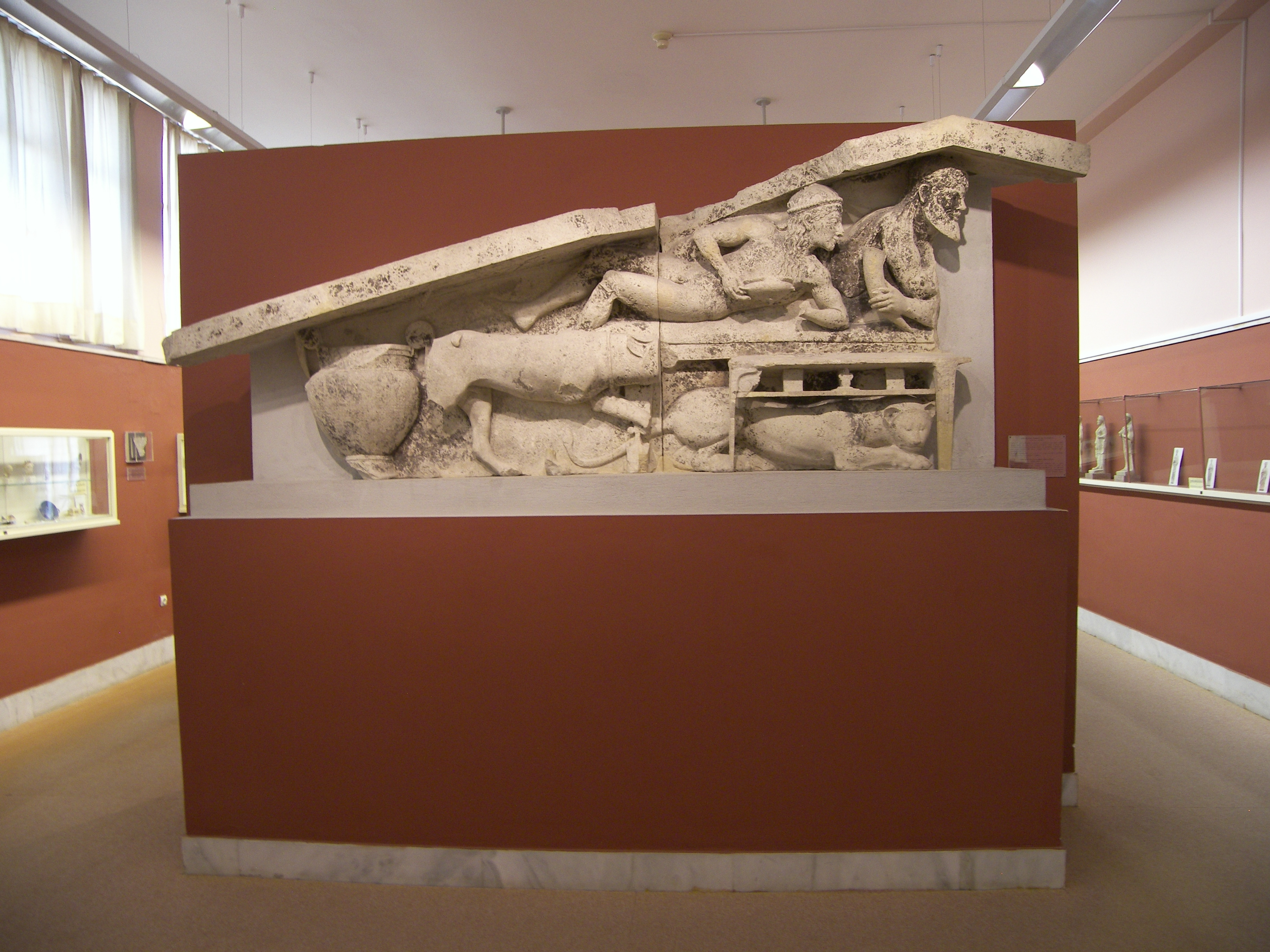
Рельеф Диониса Вакха в Археологическом музее Корфу. Фронтон с Дионисом в музее Корфу. Левая часть архаического фронтона из района Фигарето изображает дионисийский симпозиум и датируется 500 годом до нашей эры.

## Персидская война
Во время греко-персидской войны 480 г. до н. э. греческих послов отправили на Керкиру с просьбой о помощи. Керкиряне с энтузиазмом пообещали корабли и снарядили 60, но они не успели прибыть к битве при Саламине. Геродот приписывает это желанию керкирян оставаться нейтральными и, таким образом, не поддерживать проигравшую сторону. Оправданием отказа присоединиться к битве были неблагоприятные ветра, но Геродот говорит, что если бы персы одержали победу, керкиряне заявили бы, что намеренно избегали битвы, чтобы снискать расположение вторгшихся персов.

## Пелопоннесская война
Написав свой труд между 431 и 411 годами до нашей эры, Фукидид назвал конфликт Керкиры с Коринфом из-за их колонии Эпидамн серьёзной причиной Пелопоннесской войны. Керкира, в остальном нейтральная по отношению к двум главным державам, Делосскому союзу и Пелопоннесскому союзу, обратилась к Афинам, главе Делосского союза, за помощью против Коринфа, который входил в Пелопоннесский союз.
В 427 г. до н. э., во время Пелопоннесской войны, на Керкире шла гражданская война между демократами, желавшими остаться в союзе с Афинами, и аристократами, утверждавшими, что они порабощены Афинами, и желающими заключить союз с Коринфом и Спартой. Демократы победили с помощью афинских кораблей и впоследствии вырезали тех, кого подозревали в том, что они враждебны.

## IV век до н. э.
Около 375 г. до н. э. пелопоннесский флот под командованием Мнесиппа напал на Керкиру. После осады местные керкиряне, страдая от голода, дезертировали, были проданы в рабство или позже казнены Мнесиппом.

## Эллинистический период
В эллинистический период Керкира несколько раз переходила из рук в руки. В 303 г. до н. э., после тщетной осады Кассандра Македонского, остров был на короткое время занят лакедемонским полководцем Клеонимом Спартанским, а затем восстановил свою независимость. Три года спустя Кассандр снова осадил его, но его флот был уничтожен вмешательством Агафокла Сиракузского. Сиракузский тиран присоединил остров к своим владениям и в 295 г. до н. э. предложил его в качестве приданого своей дочери Ланассе, вышедшей замуж за Пирра, царя Эпира. Когда Ланасса покинула Пирра в 291 г. до н. э., она попыталась передать Керкиру своему следующему мужу, царю Македонии Деметрию Полиоркету, но в 274 г. до н. э. сын Пирра Птолемей вернул Керкиру своему отцу.
Керкира оставалась членом Эпирского союза до 255 г. до н. э., когда она восстановила независимость после смерти Александра II, последнего царя Эпира. В 229 г. до н. э., после поражения греков в морской битве при Паксосе, город ненадолго был занят иллирийцами под командованием Деметрия Фаросского. Полибий писал об этом инциденте в том же году: «Когда пришло время для плавания, [царица] Тевта послала к греческим берегам больший флот [пиратских] галер, чем когда-либо, некоторые из которых отплыли прямо к Коркире…» Другая часть флота, плывшая к Эпидамнию, была отбита, пошла также "там, к ужасу жителей, они высадились и приступили к осаде города… умоляя о немедленной помощи … десять палубных военных кораблей, принадлежащих ахейцам, были укомплектованы людьми … снаряжены за несколько дней, отплыли к Коркире в надежде снять осаду ". Однако «иллирийцы получили подкрепление из семи палубных кораблей от акарнанцев», сражаясь у острова Пакси. Они победили ахейцев, захватив четыре корабля и потопив один; остальные пятеро побежали домой. «Иллирийцы, с другой стороны, самоуверенные своим успехом, продолжали осаду [Керкиры] в приподнятом настроении… осаду на короткое время дольше, заключили соглашение с иллирийцами, согласившись получить гарнизон, а с ним и Деметрий Фаросский».
Почти сразу же вмешалась Римская республика, послав одного из консулов на помощь острову. По окончании Первой Иллирийской войны Керкира была объявлена вольным городом и преобразована в римский протекторат, что де-факто положило конец независимости полиса. Около 189 г. до н. э. им управлял римский префект, предположительно назначенный консулами, а в 148 г. до н. э. он был присоединен к провинции Македония.